# V-dal

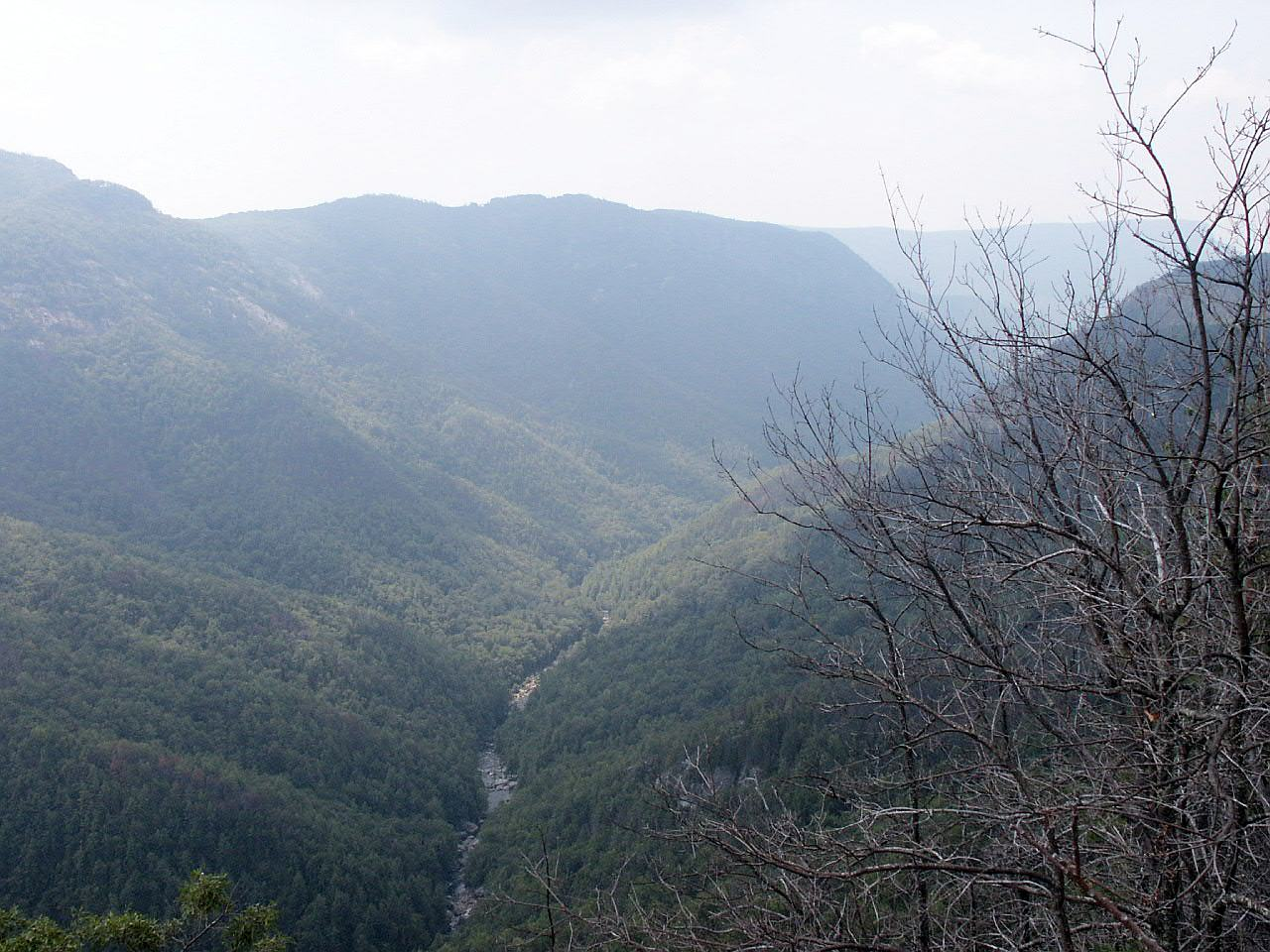
Een V-dal in Pisgah National Forest (Verenigde Staten)

 Een V-dal is een dal dat door middel van een rivier is ontstaan. Een V-dal ontstaat wanneer er sprake is van verticale erosie en horizontale erosie, hierdoor krijgt het dal een V-vorm. Een V-dal ontstaat (net als een rivierdal) bijna altijd door een rivier. V-dalen komen overal ter wereld voor, vooral in bergachtige gebieden. Als de verticale erosie stopt, maar de horizontale erosie doorgaat, ontstaat er een trogdal.